# Kimani Maruge
Kimani Maruge oder Kimani Ng'ang'a Maruge (* um 1920; † 14. August 2009 in Nairobi, Kenia) wurde als ältester Grundschüler der Welt bekannt.

## Leben
Kimani Maruge wuchs in den 1920er-Jahren in Kenia auf. Da er  als Kind nicht die Möglichkeit hatte, eine Schule zu besuchen, war er bis ins hohe Alter Analphabet. In den 1950er-Jahren beteiligte er sich am Mau-Mau-Aufstand. Angehörige der britischen Kolonialmacht töteten seine Frau und ein Kind. Er wurde in unterschiedlicher Weise gefoltert. Dabei wurde ihm u. a. ein Trommelfell durchstochen.
Nachdem die kenianische Regierung im Jahr 2003 das Schulgeld für die achtjährigen Grundschulen abgeschafft hatte und jedem Bürger das Recht auf Schulbildung zusprach, meldete er sich 2004 im Alter von ca. 84 Jahren für die erste Klasse einer Grundschule in Eldoret an. Sein Fall wurde bekannt und er galt bald in Kenia als Botschafter für freie Bildung. 2005 warb er vor der UNO-Vollversammlung für das Recht auf freie Bildung. Die Medien berichteten weltweit über ihn. Eine deutsche Organisation spendete ihm ein individuell angepasstes Hörgerät. Nach Auskunft seiner Lehrer war Maruge ein sehr guter Schüler, mit Ausnahme des Sportunterrichts.
Im Zuge der Unruhen in Kenia 2007/2008 wurde Maruge aus seinem Haus vertrieben und lebte in einem Flüchtlingslager, von dem aus er weiterhin täglich zur Schule ging. Er zog dann nach Nairobi, wo er in einem Altenheim lebte und in die 6. Klasse einer Grundschule aufgenommen wurde.
Am Sonntag, 24. Mai 2009 ließ er sich in der Holy Trinity Catholic-Kirche in Kariobangi taufen und nahm den christlichen Namen Stephen an. Maruge hatte 30 Enkelkinder.
Motivation für seinen Schulbesuch waren unter anderem sein Wunsch, in der Bibel lesen zu können, sowie sein Plan, ein Gymnasium zu besuchen und danach Veterinärmedizin zu studieren. Während er das Lesen rasch erlernte, blieben seine Studienpläne unerfüllt. Aufgrund seiner Erkrankung an Magenkrebs musste er seinen Schulbesuch im Januar 2009 als Siebtklässler abbrechen, er starb am 14. August 2009 in Nairobi.

## Verfilmungen
2010 wurde auf dem Telluride Film Festival der Film von Justin Chadwick The First Grader (wörtlich: Der Erstklässler, deutscher Titel des Films: Der älteste Schüler der Welt) gezeigt, der das Leben von Maruge erzählt; Hauptdarsteller sind Oliver Litondo, Naomie Harris, Tony Kgoroge und Nick Reding. Der Film erhielt 2011 beim 22. Internationalen Filmfest Emden-Norderney den Bernhard-Wicki-Preis sowie den DGB-Filmpreis. Bereits 2006 lief der Dokumentarfilm „The First Grader: The True Story of Kimani N'gan'ga Maruge“ des Produzenten Sam Feuer.